# Internationales Management
Das Internationale Management (synonym: International Management, kurz: IM) ist ein Teilbereich der Betriebswirtschaftslehre und befasst sich mit dem Managen der Besonderheiten grenzüberschreitender (internationaler) Unternehmenstätigkeit im Allgemeinen wie auch der Führung Internationaler Unternehmen im Besonderen.

## Aufgaben des Internationalen Managements
Die Notwendigkeit zum bewussten Internationalen Management ergibt sich aus der Heterogenisierung der für die unternehmerischen Entscheidungsträger relevanten Umwelten. Dies schlägt sich in einer erhöhten Führungskomplexität nieder, deren integrative Handhabe als Kernaufgabe des Internationalen Managements zu bezeichnen ist. Wesentliche Aufgabe ist die koordinative, abwägende Einbeziehung der sozio-ökonomischen Daten aller vom Internationalen Unternehmen bearbeiteten Regionen. Hierbei hat es große Schnittmengen mit dem Interkulturellen Management und dem strategischen Management.

## Objekt des Internationalen Managements
Objekt des Internationalen Managements ist das Internationale Unternehmen. Dieses ist definiert als über nationale Grenzen hinweg auf einer regelmäßigen und nicht zu vernachlässigenden Basis (strategische Bedeutung) wirtschaftlich aktives Unternehmen. Dieses Begriffsverständnis umfasst sowohl größere als auch kleinere Unternehmen. Zudem unterscheidet es sich essentiell von dem Konzept des „Multinationalen Unternehmens“ (MNU), welches – definitionsgemäß – auf Direktinvestitionen im Ausland beruht. Multinationale Unternehmen bilden demnach eine Teilmenge der Internationalen Unternehmen. Der Begriff des Internationalen Unternehmens ist dahingehend weiter gefasst, dass auch Unternehmen, die ohne ausländische Direktinvestitionen, auf Basis internationaler Kooperationsverträge wie bspw. Lizenzierung und Franchising oder rein auf Basis umfangreicher Exportaktivitäten international tätig sind.
Nicht zu verwechseln ist obiges Begriffsverständnis Internationaler Unternehmen und Multinationaler Unternehmen mit dem von Bartlett und Ghoshal. Die vier Grundtypen der internationalen Unternehmen, multinationalen Unternehmen, globalen Unternehmen und transnationalen Unternehmen sind gemäß obiger Definition allesamt Internationale Unternehmen.

## Ausbildung und Studium
Internationales Management wird an vielen Hochschulen als Wahlfach im Studium der Betriebswirtschaftslehre angeboten. Überdies gibt es auch einige dezidierte Studiengänge. Sie kombinieren typischerweise ein grundständiges betriebswirtschaftliches Studium mit internationalen Bezügen, häufig mit Fokus auf bestimmte Kulturräume wie z. B. China, Osteuropa, Skandinavien oder Südamerika in Form sog. Area Studies, für die auch die entsprechenden Sprachkompetenzen vermittelt werden. Häufig ist ein Auslandsaufenthalt obligatorisch.
Manche Angebote bieten auch Doppelabschlüsse an, bei denen im Rahmen eines integrierten Studienprogramms neben dem deutschen Bachelor oder Master zugleich ein Abschluss einer ausländischen Partnerhochschule erworben werden kann. Ein Beispiel hierfür ist der Studiengang International Management mit dänischem Schwerpunkt, der von der Europa-Universität Flensburg in Kooperation mit der Syddansk Universitet angeboten wird. Das Studium findet tageweise abwechselnd in Flensburg und im rund 40 Kilometer entfernten Sønderborg statt und schließt gleichzeitig mit dem deutschen Bachelor of Arts in International Management und dem dänischen Bachelor of Science in International Business Administration and Foreign Languages ab.
Studium an Universitäten:
- Otto-Friedrich-Universität Bamberg: Internationale Betriebswirtschaftslehre (B.Sc. und M.Sc.)
- Europa-Universität Flensburg: International Management (B.A.) bzw. International Management Studies (M.A.)
- Otto-von-Guericke-Universität Magdeburg: Internationales Management (B.Sc.) bzw. International Management, Marketing, Entrepreneurship (M.Sc.)
- Eberhard Karls Universität Tübingen: International Business Administration (B.Sc.) bzw. International Business (M.Sc.)
- Europa-Universität Viadrina: Internationale Betriebswirtschaftslehre (B.Sc.) bzw. International Business Administration (M.Sc.)
- Universität Wien: Internationale Betriebswirtschaft (B.Sc. und M.Sc.)